# KkStB-Tenderreihe 72
| StEG 25 / StEG 26 / StEG 36.5 / StEG 37 / StEG 37.5 / StEG 38 / StEG 38.5 / StEG 39 / kkStB 72 | StEG 25 / StEG 26 / StEG 36.5 / StEG 37 / StEG 37.5 / StEG 38 / StEG 38.5 / StEG 39 / kkStB 72 | StEG 25 / StEG 26 / StEG 36.5 / StEG 37 / StEG 37.5 / StEG 38 / StEG 38.5 / StEG 39 / kkStB 72 | StEG 25 / StEG 26 / StEG 36.5 / StEG 37 / StEG 37.5 / StEG 38 / StEG 38.5 / StEG 39 / kkStB 72 | StEG 25 / StEG 26 / StEG 36.5 / StEG 37 / StEG 37.5 / StEG 38 / StEG 38.5 / StEG 39 / kkStB 72 | StEG 25 / StEG 26 / StEG 36.5 / StEG 37 / StEG 37.5 / StEG 38 / StEG 38.5 / StEG 39 / kkStB 72 | StEG 25 / StEG 26 / StEG 36.5 / StEG 37 / StEG 37.5 / StEG 38 / StEG 38.5 / StEG 39 / kkStB 72 | StEG 25 / StEG 26 / StEG 36.5 / StEG 37 / StEG 37.5 / StEG 38 / StEG 38.5 / StEG 39 / kkStB 72 | StEG 25 / StEG 26 / StEG 36.5 / StEG 37 / StEG 37.5 / StEG 38 / StEG 38.5 / StEG 39 / kkStB 72 |
| ---------------------------------------------------------------------------------------------- | ---------------------------------------------------------------------------------------------- | ---------------------------------------------------------------------------------------------- | ---------------------------------------------------------------------------------------------- | ---------------------------------------------------------------------------------------------- | ---------------------------------------------------------------------------------------------- | ---------------------------------------------------------------------------------------------- | ---------------------------------------------------------------------------------------------- | ---------------------------------------------------------------------------------------------- |
| StEG Tender 36.5 später kkStB 72                                                               |                                                                                                |                                                                                                |                                                                                                |                                                                                                |                                                                                                |                                                                                                |                                                                                                |                                                                                                |
| Technische Daten                                                                               |                                                                                                |                                                                                                |                                                                                                |                                                                                                |                                                                                                |                                                                                                |                                                                                                |                                                                                                |
|                                                                                                | StEG 25                                                                                        | StEG 26, StEG 36.5                                                                             | StEG 36.5                                                                                      | StEG 37, StEG 37.5                                                                             | StEG 38, StEG 38.5                                                                             | StEG 39                                                                                        | StEG 37, StEG 38                                                                               | StEG 39                                                                                        |
|                                                                                                | 72.01                                                                                          | 72.02–27                                                                                       | 72.28–31                                                                                       | 72.32–73                                                                                       | 72.74–78                                                                                       | 72.79–83                                                                                       | 72.84–137                                                                                      | 72.138–152                                                                                     |
| Anzahl der Achsen                                                                              | 3                                                                                              | 3                                                                                              | 3                                                                                              | 3                                                                                              | 3                                                                                              | 3                                                                                              | 3                                                                                              | 3                                                                                              |
| Baujahr                                                                                        | 1897–1909                                                                                      | 1897–1909                                                                                      | 1897–1909                                                                                      | 1897–1909                                                                                      | 1897–1909                                                                                      | 1897–1909                                                                                      | 1897–1909                                                                                      | 1897–1909                                                                                      |
| Stückzahl                                                                                      | 152                                                                                            | 152                                                                                            | 152                                                                                            | 152                                                                                            | 152                                                                                            | 152                                                                                            | 152                                                                                            | 152                                                                                            |
| Radstand                                                                                       | 2800 mm                                                                                        | 2800 mm                                                                                        | 2800 mm                                                                                        | 2800 mm                                                                                        | 2800 mm                                                                                        | 2800 mm                                                                                        | 2800 mm                                                                                        | 2800 mm                                                                                        |
| Laufrad-Ø                                                                                      | 995 mm                                                                                         | 995 mm                                                                                         | 995 mm                                                                                         | 995 mm                                                                                         | 995 mm                                                                                         | 995 mm                                                                                         | 995 mm                                                                                         | 995 mm                                                                                         |
| Wasser                                                                                         | 13,5 m³                                                                                        | 13,5 m³                                                                                        | 13,2 m³                                                                                        | 13,5 m³                                                                                        | 13,2 m³                                                                                        | 13,2 m³                                                                                        | 13,2 m³                                                                                        | 13,2 m³                                                                                        |
| Kohle                                                                                          | 6,0 m³                                                                                         | 6,0 m³                                                                                         | 10,0 m³                                                                                        | 6,0 m³                                                                                         | 6,0 m³                                                                                         | 6,0 m³                                                                                         | 10,0 m³                                                                                        | 10,0 m³                                                                                        |
| Leergewicht                                                                                    | 12,9 t                                                                                         | 14,2 t                                                                                         | 14,2 t                                                                                         | 13,2 t                                                                                         | 13,5 t                                                                                         | 13,5 t                                                                                         | 13,2 t                                                                                         | 13,2 t                                                                                         |
| Dienstgewicht                                                                                  | 32,0 t                                                                                         | 33,1 t                                                                                         | 36,5 t                                                                                         | 32,5 t                                                                                         | 32,1 t                                                                                         | 32,1 t                                                                                         | 36,0 t                                                                                         | 35,1 t                                                                                         |
| gekuppelt mit Lokomotiven                                                                      | 506                                                                                            | 406, 109                                                                                       | 109                                                                                            | 560                                                                                            | 760, 660                                                                                       | 228                                                                                            | 560, 760                                                                                       | 228                                                                                            |

Die kkStB-Tenderreihe 72 war eine Schlepptenderreihe der kkStB, deren Tender ursprünglich von der österreichisch-ungarischen Staatseisenbahn-Gesellschaft (StEG) stammten.
Die StEG beschaffte diese Tender für ihre Lokomotiven ab 1897.
Sie wurden nur von der eigenen Maschinenfabrik geliefert, unterschieden sich aber, wie die Tabelle zeigt, in Details voneinander.
Nach der Verstaatlichung der StEG ordnete die kkStB diese Tender als Reihe 72 ein und kuppelte sie weiterhin ausschließlich mit den Lokomotiven der StEG (vgl. Tabelle).